# Gunnar Ågren (generaldirektör)
Nils Gunnar Sigfrid Ågren, född 6 oktober 1940 i Göteborg, är en svensk läkare, politiker och ämbetsman. Han var generaldirektör för Statens folkhälsoinstitut (före 1 juli 2001 Folkhälsoinstitutet) från 1999 till oktober 2008.
Han utbildade sig till doktor i medicinsk vetenskap vid Karolinska institutet i Stockholm och arbetade som alkoholläkare. Han var landstingsråd för Vänsterpartiet i Stockholms läns landsting 1994–1998.